# Coglais Communauté Marches de Bretagne
Coglais Communauté Marches de Bretagne est une ancienne intercommunalité française, située dans le département d'Ille-et-Vilaine, en région Bretagne. C'était l'une des communautés de communes du pays de Fougères. Elle est fusionnée dans l'intercommunalité Couesnon Marches de Bretagne.
Le nom vient du Coglais, un ancien territoire du pays de Fougères mais historiquement plus grand que la communauté de communes.

## Histoire
Créée le 31 décembre 1992, la communauté de communes du Coglais réunit les onze communes du canton de Saint-Brice-en-Coglès, soit 12 343 habitants (recensement 2014) sur 17 007 hectares. Le siège de la communauté de communes était situé au 45 rue Charles-de-Gaulle à Saint-Étienne-en-Coglès.
Elle est par la suite renommée Coglais Communauté Marches de Bretagne.
Elle disparait le 31 décembre 2016 en fusionnant avec la communauté de communes du canton d'Antrain et une commune issue de la  communauté de communes du Pays d'Aubigné pour créer l'intercommunalité Couesnon Marches de Bretagne.

## Identité visuelle

Ancien logo de l'intercommunalité.
Dernier logo de l'intercommunalité.

## Territoire communautaire

### Composition
La communauté de communes comprenait les onze communes de l'ancien canton de Saint-Brice-en-Coglès, intégrées en 2015 au canton d'Antrain.
| Nom                             | Code Insee | Gentilé        | Superficie (km2) | Population (dernière pop. légale) | Densité (hab./km2) |
| ------------------------------- | ---------- | -------------- | ---------------- | --------------------------------- | ------------------ |
| Saint-Étienne-en-Coglès (siège) | 35267      | Stéphanais     | 22,65            | 1 923 (2021)                      | 85                 |
| Baillé                          | 35011      | Baillochins    | 5,23             | 269 (2021)                        | 51                 |
| Le Châtellier                   | 35071      | Castelliérains | 13,43            | 400 (2014)                        | 30                 |
| Coglès                          | 35083      | Coglais        | 17,21            | 632 (2021)                        | 37                 |
| Montours                        | 35191      | Montourois     | 15,27            | 1 057 (2021)                      | 69                 |
| Saint-Brice-en-Coglès           | 35257      | Briçois        | 16,46            | 3 174 (2021)                      | 193                |
| Saint-Germain-en-Coglès         | 35273      | Germanais      | 32,09            | 2 023 (2014)                      | 63                 |
| Saint-Hilaire-des-Landes        | 35280      | Hilairiens     | 18,27            | 1 028 (2014)                      | 56                 |
| Saint-Marc-le-Blanc             | 35292      | Marcblaisiens  | 22,76            | 1 352 (2014)                      | 59                 |
| La Selle-en-Coglès              | 35323      | Sellois        | 8,23             | 567 (2021)                        | 69                 |
| Le Tiercent                     | 35336      | Tiercentois    | 3,70             | 164 (2014)                        | 44                 |

### Démographie
| 1968   | 1975   | 1982   | 1990   | 1999   | 2006   | 2012   | 2014   |
| ------ | ------ | ------ | ------ | ------ | ------ | ------ | ------ |
| 11 037 | 10 590 | 10 411 | 10 496 | 10 295 | 11 380 | 12 106 | 12 343 |

## Administration

### Siège
Le siège de la communauté de communes était à Saint-Étienne-en-Coglès, 45 rue Charles de Gaulle.

### Élus
|                       | Attributions                                                        | Identité                   | Qualité                                          |
| --------------------- | ------------------------------------------------------------------- | -------------------------- | ------------------------------------------------ |
| 1er                   | Communication et services à la population                           | Bernard Serrand            | 1er adjoint au maire de Saint-Brice-en-Coglès    |
| 2e                    | Marchés publics, travaux et affaires publiques et institutionnelles | Amand Roger                | Maire de Saint-Germain-en-Coglès                 |
| 3e                    | NTIC et administration générale                                     | Olivier Gaigne             | Maire de Baillé                                  |
| 4e                    | Développement durable, énergies nouvelles et environnement          | Louis Dubreil              | Maire de Saint-Brice-en-Coglès                   |
| 5e                    | Tourisme et patrimoine                                              | Maryvonne Bannier          | 1re adjointe au maire de Saint-Germain-en-Coglès |
| 6e                    | Santé et personnes âgées                                            | Marie-Annick Lecène        | 1re adjointe au maire de Saint-Étienne-en-Coglès |
| 7e                    | Culture                                                             | Roselyne Hervé             | 3e adjointe au maire de Montours                 |
| 8e                    | Ressources humaines et formation                                    | Marie-Odile Boccard        | 2e adjointe au maire de Saint-Marc-le-Blanc      |
| 9e                    | Travaux et services techniques                                      | Christian Hubert           | Maire du Tiercent                                |
| 10e                   | Programme Breizh Bocage                                             | Aymar de Gouvion Saint-Cyr | Maire de Coglès                                  |
| Source : Ouest-France |                                                                     |                            |                                                  |

### Liste des présidents
| Période      | Période       | Identité      | Étiquette    | Qualité                                                                                   |
| ------------ | ------------- | ------------- | ------------ | ----------------------------------------------------------------------------------------- |
| février 1993 | décembre 2016 | Jean Malapert | DVD puis UDI | Maire de Montours (1977 → 2016) Conseiller général de Saint-Brice-en-Coglès (1985 → 1998) |